# Équipe de France de football en 1907
Chronologie
Saison précédente Saison suivante
Un seul match officiel pour l'équipe de France de football en 1907 qui voit une première victoire face à la Belgique, ainsi qu'une première victoire à l'extérieur dans sa jeune histoire.

Buts :

1:0 Cambier

1:1 Royet tir après une série de passes des avants

1:2 François pousse le gardien dans sa cage avec Bon et Camard sur centre de Puget.

## Match
| Amical                                             | Belgique            | 1 - 2   | France                                | Stade du Vivier d'Oie, Uccle                          |                                                       |
| Dimanche 21 avril 1907 · Historique des rencontres | Charles Cambier 18e | (1 - 1) | Marius Royet 41e · André François 72e | Spectateurs : 2 000 Arbitrage : Herbert James Willing | Spectateurs : 2 000 Arbitrage : Herbert James Willing |
| Dimanche 21 avril 1907 · Historique des rencontres | Rapport             |         |                                       | Spectateurs : 2 000 Arbitrage : Herbert James Willing | Spectateurs : 2 000 Arbitrage : Herbert James Willing |

## Joueurs
France

- Zacharie Baton (Olympique lillois) (2e sélection)
- Fernand Canelle (Club français) (5e sélection)
- Victor Sergent (RC Paris) (1re sélection)
- Henri Moigneu (US Tourquennoise) (4e sélection)
- Pierre Allemane (RC Paris) (4e sélection) Capitaine
- Paul Zeiger (US Parisienne) (1re et dernière sélection)
- René Camard (AS Française) (1re et dernière sélection)
- Georges Bon (US Boulonnaise) (1re et dernière sélection)
- André François (Racing Club de Roubaix) (2e sélection)
- Marius Royet (US Parisienne) (6e sélection)
- André Puget (RC Paris) (1re et dernière sélection)

Réserves : Perrault, Du Rhéart et Cyprès
Belgique
- Robert Hustin (Racing Club de Bruxelles) (6e sélection)
- Marcel Feye (Léopold FC de Bruxelles) (1re sélection)
- Edgard Poelmans (Royale Union Saint-Gilloise) (9e sélection)
- Guillaume Van Den Eynde (Royale Union Saint-Gilloise) (7e sélection)
- Charles Cambier (FC Brugeois) (7e sélection)
- Camille Van Hoorden (Racing Club de Bruxelles) (9e sélection)
- Alphonse Wright (Racing Club de Bruxelles) (4e sélection)
- René Feye (Léopold FC de Bruxelles) (4e sélection)
- Robert De Veen (FC Brugeois) (5e sélection)
- Clément Robyn (Daring Club de Bruxelles) (2e et dernière sélection)
- Hector Goetinck (FC Brugeois) (5e sélection)

Arbitré par M. Herbert Willing (Pays-Bas)